# Kapitein (bestuurder)
Een kapitein, ook wel het eraan ontleende kabiten genoemd, is op de granman na de hoogste bestuurlijke functie in een dorpsgemeente onder de verschillende Surinaamse en Frans-Guyanese Marronvolkeren en onder een deel van de inheemse Surinamers. De kapitein is de hoogste gezagdrager van een lo (een bundeling van matrilineair gebonden groepen binnen een Marron etnische gemeenschap) en van een dorp met de status van kondee,  of hoogste gezagdrager van een marronleefgemeenschap buiten het traditionele woongebied. De kapitein vertegenwoordigt zijn lo en dorp, of zijn leefgemeenschap buiten het traditionele woongebied, in het bestuur of traditionele gezag van zijn gaan-lo of nási (een etnische gemeenschap binnen de Marronsamenleving) waarvan het hoofd de granman is.

## Organisatie binnen de Marrongemeenschap
De kapitein heeft een aantal basja's tot zijn beschikking als assistenten. Het traditionele gezag van de gaan-lo ziet er als volgt uit:
- Een granman
- Een aantal kapiteins. De gaan-lo kan ten minste een van deze kapiteins aanwijzen als edekabiten, die in voorkomende gevallen de werkzaamheden van een aantal kapiteins van dezelfde gaan-lo in een bepaalde regio coördineert.
- Een aantal basja'a, én de
- bendi-a se-man, een afvaardiging van het volk bij beraadslagingen, als adviesraad. De samenstelling van de bedi-a se man kan steeds wisselend zijn.

## Kapiteins en basja's in Nederland
In Nederland hebben drie Marrongemeenschappen kapiteins en basja's, als vertegenwoordigers van het traditionele gezag van hun respectievelijke Marrongemeenschap in Suriname.
De Aukaners zijn de eerste Marrongemeenschap die in Nederland een traditionele gezag (een raad van kapiteins en basja's) instelde. In 2000 installeerde granman Gazon Matodja, de eerste kapitein, André Pakosie, en een aantal basja's in Nederland, verenigd in de Raad van Kabiten en Basiya van de Okanisi in Nederland.
In 2006 installeerden de Paramaccaanse Marrons hun raad van kapiteins en basja's in Nederland.
In 2007 installeerde granman Belfon Aboikoni van de Saramaccaanse marrons kapiteins en basja'sin Nederland. De kapiteins en basja's zijn verenigd in het Collectief van Saramakaanse Gezagdragers in Nederland.